# Terespol
Terespol este un oraș în Polonia.